# امبی، قزاقستان
امبی (به قزاقی: Embi) یک منطقهٔ مسکونی در قزاقستان است که در استان آق‌تپه واقع شده‌است. امبی ۱۱٬۲۱۲ نفر جمعیت دارد.